# Centre Mario-Gosselin
Le Centre Mario-Gosselin de Thetford Mines, a été nommé en l'honneur du gardien de but de le Ligue Nationale de Hockey (LNH), Mario Gosselin (hockey sur glace),qui a évolué avec les Nordiques de Québec, les Kings de Los Angeles et les Whalers de Hartford. Avec ses 2 500 places, il est le plus vaste aréna de la région de Thetford.
Construit en 1964, le centre a subi une cure de jeunesse en 2007, avec la réfection de la patinoire surtout.